# Micul om mare (film)
Micul om mare (în engleză Little Big Man) este un film western american din 1970 regizat de Arthur Penn⁠(d) și inspirat din romanul Little Big Man (1964) al lui Thomas Berger. Deși este clasificat în general ca producție western sau epică, filmul include mai multe genuri literare/cinematografice, inclusiv comedie, dramă și aventură. Filmul urmărește viața unui bărbat alb care a fost crescut de membrii națiunii Cheyenne în secolul al XIX-lea și prezintă într-un mod contrastant viețile pionierilor americani și a nativilor americani în cursul maturizării băiatului. Rolurle principale sunt interpretate de Dustin Hoffman, Chief Dan George, Faye Dunaway, Martin Balsam, Jeff Corey⁠(d) și Richard Mulligan.
Micul om mare este un western revizionist timpuriu prin descrierea simpatetică a nativilor americani și a expunerii practicilor ostile ale Cavaleriei Statelor Unite. Sunt folosite elemente de satiră și tragedie pentru a examina prejudecățile și nedreptatea. Micul om mare este un film anti-establishment al perioadei, care protestează în mod indirect împotriva implicării Americii în Războiul din Vietnam prin portretizarea negativă a Forțelor Armate ale Statelor Unite ale Americii.
În 2014 Micul om mare a fost considerat „semnificativ din punct de vedere cultural, istoric sau estetic” de Biblioteca Congresului și selectat pentru păstrate în Registrul Național de Film.

## Rezumat
În 1970, Jack Crabb, în vârstă de 121 de ani, cel mai bătrân bărbat din lume, locuiește într-un ospiciu și relatează povestea vieții sale unui istoric curios. Printre altele, Crabb susține că a fost un captiv al indienilor Cheyenne, pistolar, asociat al lui Wild Bill Hickok, cercetaș al generalului George Armstrong Custer și singurul supraviețuitor alb al Bătăliei de pe Little Bighorn.

## Distribuție
- Dustin Hoffman — Jack Crabb (alias Micul Om Mare)
- Faye Dunaway — Louise Pendrake (alias Lulu Kane)
- Chief Dan George — Old Lodge Skins
- Martin Balsam — Allardyce T. Meriweather
- Richard Mulligan — generalul George Armstrong Custer
- Jesse Vint⁠(d) — locotenent
- Jack Bannon⁠(d) — căpitan
- Jeff Corey⁠(d) — Wild Bill Hickok
- Jack Mullaney⁠(d) — jucător de cărți
- Aimée Eccles — Sunshine
- Kelly Jean Peters — Olga Crabb
- Carole Androsky — Caroline Crabb
- Robert Little Star — Little Horse
- Cal Bellini — Younger Bear
- Thayer David⁠(d) — reverendul Silas Pendrake
- Ruben Moreno — Shadow That Comes in Sight
- Steve Shemayne — Burns Red in the Sun
- William Hickey — istoricul
- James Anderson⁠(d) — sergent (în ultimul său rol de film)

## Recepție
Micul om mare a primit aprecieri pe scară largă din partea criticilor de film. S-a aflat printre cele 400 de filme pe care Institutul American de Film le-a nominalizat pentru a fi incluse pe lista celor mai bune 100 de filme din America. Agregatorul de recenzii Rotten Tomatoes raportează că 24 din 25 de critici profesioniști au acordat filmului o recenzie pozitivă, cu un rating mediu de 7,9/10; în total, filmul are un rating de 96% pe site.

### Premii și nominalizări
Chief Dan George a fost nominalizat la premiul Oscar pentru cel mai bun actor în rol secundar. El a câștigat numeroase premii pentru interpretarea sa, inclusiv Premiul Societății Naționale a Criticilor de Film și Premiul Cercului Criticilor de Film din New York. De asemenea, a fost nominalizat la Globul de Aur pentru cel mai bun actor în rol secundar.
Hoffman a fost nominalizat la premiul pentru cel mai bun actor de către Academia Britanică de Film și Televiziune (British Academy of Film and Television Arts). Scenariul lui Calder Willingham⁠(d) a fost nominalizat la Premiul Writers Guild of America pentru cea mai bună dramă adaptată dintr-un alt mediu.
Filmul a câștigat o mențiune specială la ediția a VII-a a Festivalului Internațional de Film de la Moscova din 1971.
În 2014 filmul a fost considerat „semnificativ din punct de vedere cultural, istoric sau estetic” de Biblioteca Congresului și selectat pentru păstrare în Registrul Național de Film.